# 彩花繐唇鲃
印度穗唇魮又名彩花繐唇鲃（学名：Crossocheilus latius）为鲤科繐唇鲃属的鱼类，俗名彩礼花。分布于印度以及大盈江、龙川江等，常栖息于山溪流水石隙中。该物种的模式产地在印度。

## 扩展阅读
維基物種上的相關：彩花繐唇鲃